# إد مونتاغيو
إد مونتاغيو (بالإنجليزية: Ed Montague)‏ هو لاعب كرة قاعدة أمريكي، ولد في 24 يوليو 1905 في سان فرانسيسكو في الولايات المتحدة، وتوفي في 17 يونيو 1988 في دالي سيتي في الولايات المتحدة.